# Мемоар на Вселенската патриаршия за Илинденско-Преображенското въстание
Протестът на Вселенската патриаршия по повод Илинденско-Преображенското въстание е документ на Вселенската патриаршия в Цариград по повод избухналото Илинденско-Преображенско въстание, с дата 10 (23 нов стил) август 1903 година. С протеста се заклеймява въстанието като бандитизъм, оправдават се действията на османските власти по потушаването на бунта и се твърди, че Македония е преобрадаващо гръцка. Протестът е широко публикуван отчасти или изцяло в европейския печат. Издаден е в България в „Църковен вестник“, брой 38 от 19 септември 1903 година, а по-късно през година и отпечатан в отделна брошура. В 1933 година „Църковен вестник“ го публикува отново в броеве 45 и 46.

## Подписали
Протестът е подписан от всичките 19 владици на Патриаршията в засегнатите от въстанието Македония и Одринска Тракия:
| Име                                      | Епархия                            |
| ---------------------------------------- | ---------------------------------- |
| 1. патриарх Йоаким III Константинополски | Вселенска патриаршия               |
| 2. митрополит Кирил Одрински             | Одринска епархия                   |
| 3. митрополит Константин Созополски      | Созополска епархия                 |
| 4. митрополит Никифор Литицки            | Литицка епархия                    |
| 5. митрополит Леонтий Еноски             | Еноска епархия                     |
| 6. митрополит Йоаким Ксантийски          | Ксантийска и Перитеорийска епархия |
| 7. митрополит Николай Маронийски         | Маронийска епархия                 |
| 8. митрополит Доротей II Визенски        | Визенска и Мидийска епархия        |
| 9. митрополит Атанасий Солунски          | Солунска епархия                   |
| 10. митрополит Хрисостом Драмски         | Драмска епархия                    |
| 11. митрополит Григорий Серски           | Сярска епархия                     |
| 12. митрополит Йоаким Мелнишки           | Мелнишка епархия                   |
| 13. митрополит Никодим Неврокопски       | Неврокопска епархия                |
| 14. митрополит Григорий Струмишки        | Струмишка епархия                  |
| 15. митрополит Никодим II Воденски       | Воденска епархия                   |
| 16. епископ Партений Поленинска          | Поленинска епархия                 |
| 17. митрополит Йоаникий Мъгленски        | Мъгленска епархия                  |
| 18. митрополит Антим Преспански          | Преспанска и Охридска епархия      |
| 19. митрополит Амвросий Пелагонийски     | Пелагонийска епархия               |
| 20. митрополит Герман Костурски          | Костурска епархия                  |